# Натриев карбонат
Натриевият карбонат (калцинираната сода) (химична формула Na2CO3) се получава при взаимодействие на натриева основа с въглероден диоксид:
2NaOH + CO2 → Na2CO3 + H2O
Калцинираната сода е основен продукт на неорганичния химичен синтез с широко приложение. Обработената сода се използва главно в производството на стъкло, на почистващи препарати, както и в хартиената, кожарската и металургичната промишленост.

## Производство
Самородният натриев карбонат се утаява в минералните извори и солените езера.

### Трона
На няколко места в света има находища на т.нар. минерал „трона“ Na3HCO3CO3·2H2O или наричана още „естествена сода“ съединение, което предполага лесен добив на калцинирана сода. След първоначално филтриране от пясък и други примеси троната се подлага на изпичане в содови пещи (или калцинатори) от които се получава готовата калцинирана сода.
Едно от най-големите находища в света се намира в югоизточен Уайоминг – Грийн Ривър Формейшън.

### Метод на Льоблан
През 1791 г. френският химик Никола Льоблан патентова процес, който използва като входящи суровини сол (натриев хлорид), сярна киселина, варовик и въглища.
2 NaCl + H2SO4 → Na2SO4 + 2 HCl
Na2SO4 + CaCO3 + 2 C → Na2CO3 + 2 CO2 + CaS
Натриевият карбонат се извлича от пепелта чрез вода, която после бива изпарявана. Този метод вече няма промишлено приложение поради тежките условия, които използва и силното замърсяване, до което води.

### Метод на Солвей
Днес содата най-често се произвежда по метода „Солвей“, патентован през 1861 г. от белгийския инженер-химик Ернст Солвей. При него може да се получи натриев карбонат от натриев хлорид с помощта на амоняк. Поради тази причина, този метод често е наричан „амонячен метод“ или „метод на Солвей“.
Първоначално калциевият карбонат (варовик) се изпича, при което се получава калциев оксид (негасена вар) и въглероден диоксид:
CaCO3 → CaO + CO2
Следва получаването на натриевия бикарбонат:
NaCl + NH3 + CO2 + H2O → NaHCO3 + NH4Cl
На практика тази реакция се провежда на два етапа – първоначално воден разтвор на натриевия хлорид се обогатява с амоняк. Това става в специални апарати, наречени абсорбери. После, амонизираният вече разтвор на натриевия хлорид се подава в други апарати, наречени карбонизационни колони. В тях въглеродният диоксид барбутира в амонизирания разтвор на NaCl при което се отделя бикарбонатна суспензия. Натриевият бикарбонат е във вид на кристал който се филтрира със специални филтри (вакуумни или лентови).
Следва изпичането (наричано още калциниране, откъдето произлиза и наименованието на содата):
2 NaHCO3 → Na2CO3 + H2O + CO2
Паралелно с това се извършва регенерацията (възстановяването) на амоняка:
CaO + H2O → Ca(OH)2
Ca(OH)2 + 2 NH4Cl → CaCl2 + 2 NH3 + 2 H2O
Добавяните в системата количества амоняк са нищожни – само за покриване на загубите.
Освен рециклирането на амоняка, методът на Солвей консумира само сол и варовик, а отделя като отпадъчен продукт само калциев хлорид. Всичко това прави метода на Солвей далеч по-ефективен от метода на Льоблан. Поради тази причина той бързо се налага като технология на производство. През 1900 г. вече 90% от произведената сода е по метода на Солвей, а последния завод работещ по метода на Льоблан е затворен в началото на 20-те години на XX век.

## Производство на калцинирана сода в България
Първият завод за калцинирана сода в България е построен през 50-те години на XX век в гр. Девня. В него се преработва каменна сол от Мировското находище, на 5 км от Провадия.
През 1973 г. е построен нов, по-голям и по-модерен завод. Двата завода са в състава на държавната фирма „Соди“ АД. През 1997 г. фирмата е приватизирана от консорциум, оглавяван от международния концерн Солвей. На следващата година старият завод за сода е продаден и разрушен, а новият функционира като Солвей Соди АД. В Солвей Соди са направени мащабни инвестиции, най-вече в периода 2007 – 2010 г. когато капацитетът му е увеличен от 1,2 на 1,5 милиона тона годишно производство. Това го прави един от най-големите заводи в света.